# Helina crinitarsis
Helina crinitarsis este o specie de muște din genul Helina, familia Muscidae, descrisă de Fritz Isidore van Emden în anul 1951.
Este endemică în Uganda. Conform Catalogue of Life specia Helina crinitarsis nu are subspecii cunoscute.